# 1145.
◄ | 11. stoljeće | 12. stoljeće | 13. stoljeće | ►
◄ | 1110-ih | 1120-ih | 1130-ih | 1140-ih | 1150-ih | 1160-ih | 1170-ih | ►
◄◄ | ◄ | 1142. | 1143. | 1144. | 1145. | 1146. | 1147. | 1148. | ► | ►►
Arhitektura • Astronomija • Knjige • Književnost • Kršćanstvo • Medicina • Pravo • Promet • Znanost

## Događaji
- 24. rujna stanovnici Mljeta su oslobođeni plaćanja svih kontribucija opatima na Velikom jezeru.
- Donesen je STATUT OLI ZAKON OD OTOKA MLJETA, Mljetski statut, prvi takav zakonik na otoku.
- Pula, Izola i Kopar ustali protiv Mlečana, ali su primorani na prisegu vjernostu duždu i priznavanje širokih povlastica mletačkim građanima, kao i na vojnu pomoć ako bi Mlečani poveli rat na Jadranu.

## Vanjske poveznice
|  | Zajednički poslužitelj ima još gradiva o temi 1145. |